# Cuartelez (Novo México)
Cuartelez é uma Região censo-designada localizada no estado americano de Novo México, no Condado de Santa Fe.

## Demografia
Segundo o censo americano de 2000, sua população era de 452 habitantes.

## Geografia
De acordo com o United States Census Bureau, Cuartelez tem uma área de 3,4 km², dos quais 3,4 km² cobertos por terra e 0,0 km² cobertos por água.

## Localidades na vizinhança
O diagrama seguinte representa as localidades num raio de 8 km ao redor de Cuartelez.